# 日島血蜱
日島血蜱（学名：Haemaphysalis mageshimaensis）为硬蜱科血蜱屬下的一个种。